# クレイドル・ウィル・ロック
『クレイドル・ウィル・ロック』（原題：Cradle Will Rock）は、1999年に公開されたアメリカ映画。監督・脚本をティム・ロビンスが担当した。
1937年のマーク・ブリッツスタインとオーソン・ウェルズによるミュージカル『ゆりかごは揺れる』 (The Cradle Will Rock) の製作過程とそれにまつわる出来事を描いた物語である。

## ストーリー
1930年代、アメリカは大恐慌の影響で失業者が多く出ていた。演劇でも多くの役者やスタッフが失業し、ニューディール政策のもとで政府の連邦劇場計画が彼らの雇用に乗り出す。
役者志望のオリーヴ・スタントン、妻を亡くした作曲家のマーク・ブリッツスタイン、共産主義の画家のディエゴ・リベラ、リベラにロックフェラーセンターの壁画を依頼するネルソン・ロックフェラー、ヴォードヴィルのコメディアンで腹話術師のトミー・クリックショウ、そして連邦劇場計画の支援で「クレイドル・ウィル・ロック」を演出するオーソン・ウェルズとジョン・ハウスマンたちは舞台の開演に備えている。しかしこうしたリベラルな文化活動に対して保守的な人々からの反発も起こり、政府による介入も始まろうとしていた。
ウラジーミル・レーニンらの描かれた壁画を見たロックフェラーはリベラに取り壊しを命じた。一方でウェルズとハウスマンの側でも、組合寄りの内容である「クレイドル・ウィル・ロック」に対する連邦劇場計画の支援が突然打ち切られ、役者たちにはこの劇の舞台に立たないよう俳優組合からの命令が出た。上演目前のピンチに、ウェルズは一計を案じる。

## キャスト
| 役名                             | 俳優                         | 日本語吹替 |
| -------------------------------- | ---------------------------- | ---------- |
| マーク・ブリッツスタイン         | ハンク・アザリア             | 宮本充     |
| ディエゴ・リベラ                 | ルーベン・ブラデス           |            |
| ヘイゼル・ハフマン               | ジョーン・キューザック       | 土井美加   |
| ネルソン・ロックフェラー         | ジョン・キューザック         | 石川禅     |
| ジョン・ハウスマン               | ケイリー・エルウィス         | 桐本琢也   |
| グレイ・マザーズ                 | フィリップ・ベイカー・ホール | 佐々木敏   |
| ホーリー・フラナガン             | チェリー・ジョーンズ         |            |
| オーソン・ウェルズ               | アンガス・マクファーデン     | 山路和弘   |
| トミー・クリックショウ           | ビル・マーレイ               | 江原正士   |
| ラグランジュ伯爵夫人             | ヴァネッサ・レッドグレイヴ   | 鈴木弘子   |
| マルゲリータ・サルファッティ     | スーザン・サランドン         | 萩尾みどり |
| ジョン・アデール                 | ジェイミー・シェリダン       | 津田英三   |
| アルド・シルヴァーノ             | ジョン・タトゥーロ           | 梅津秀行   |
| オリーヴ・スタントン             | エミリー・ワトソン           | 鈴木ほのか |
| ハリー・ホプキンス               | ボブ・バラバン               | 後藤哲夫   |
| シド                             | ジャック・ブラック           | 伊藤栄次   |
| ラリー                           | カイル・ガス                 | 茶風林     |
| カルロ                           | ポール・ジアマッティ         |            |
| フランク・マーヴェル             | バーナード・ヒューズ         | 池田勝     |
| ソフィー・シルヴァーノ           | バルバラ・スコヴァ           |            |
| シルヴァーノの父親               | ドミニク・キアネーゼ         |            |
| フォックス                       | ヴィクトリア・クラーク       | 杉村理加   |
| サンドラ・メスカル               | エリン・ヒル                 | 麻生かほ里 |
| ウィル・ギア                     | ダニエル・ジェンキンス       |            |
| バート・ウェストン               | ティモシー・ジェローム       | 佐山陽規   |
| カナダ・リー                     | クリス・マッキニー           | 安崎求     |
| ハイラム・シャーマン             | ヘンリー・ストラム           | 園岡新太郎 |
| エイブ・フェダー                 | リー・アレンバーグ           | 後藤哲夫   |
| ピエール・ド・ローハン           | ブライアン・ブロフィ         | 稲葉実     |
| ウィリアム・ランドルフ・ハースト | ジョン・カーペンター         | 稲垣隆史   |
| マーティン・ダイズ               | ハリス・ユーリン             |            |

- そのほかにもピーター・フェルナンデスや監督のティム・ロビンスがクレジットなしで声の出演をしている。
- 吹替その他：藤波京子、宮寺智子、佐藤しのぶ、岩田安生、入絵加奈子、坂口賢一、丹宗立峰、高乃麗、松沢重雄、深水由美、根本泰彦、吉川亜紀子、西原純、相田さやか

## スタッフ
- 監督・脚本：ティム・ロビンス
- 製作：リディア・ディーン・ピルチャー、ジョン・キリク、ティム・ロビンス
- 製作総指揮：フランク・ビーチャム、ルイーズ・クラコワー、アラン・F・ニコルズ
- 撮影：ジャン＝イヴ・エスコフィエ
- 音楽：デヴィッド・ロビンス
- 編集：ジェラルディン・ペローニ
- 衣裳デザイン：ルース・マイヤーズ

日本語版スタッフ
- 吹替演出：松岡裕紀
- 吹替翻訳：徐賀世子
- 吹替制作：アスミック・エース エンタテインメント/ムービーテレビジョン